# Ростовське повстання (1905)
Ростовське збройне повстання — епізод Першої російської революції, події 7-21 грудня 1905.

## Хід подій
Восени 1905 у Ростов-на-Дону прибув інструктор Військово-технічного бюро Георгій Бутягін, який очолив роботу підпільної лабораторії з виготовлення вибухових пристроїв та зброї. На різних підприємствах та залізницях, у тому числі Таганрога, Азова, Ростова, було створено бойові робітничі дружини, які стали основною силою повстання. Коли 7 грудня в Москві почався загальний політичний страйк, ростовські робітники залізниці на чолі з більшовиком Соломоном Рейзманом оголосили страйк. Їх підтримала велика кількість ростовських робітників.
10-12 грудня 1905 проведено низку мітингів на підтримку московських повстанців. В активну фазу повстання перейшло 13 грудня, коли кілька дружин захопили будівлю залізничного вокзалу Ростова. Гарнізону міста було віддано наказ відкрити по вокзалу артилерійський вогонь. Під час обстрілу снарядом, що потрапив до їдальні залізничних майстерень, де проходив мітинг, було поранено та вбито кількох людей. Того ж дня у робочому районі Ростова Темернику розпочалося будівництво барикад, де робітничі дружини тримали оборону від урядових військ. Там розташувався і створений штаб повстання. Керівником штабу був Бутягін, крім нього, до складу штабу також увійшли члени партії більшовиків Віталій Сабінін (він же Анатолій Собіно), Степан Войтенко, Семен Васильченко, Іван Хижняков. У їхньому розпорядженні знаходилося близько 400 робітників як місцевих, так і іногородніх робітничих дружин, які прибули з Батайська та Азова, зі станцій Кавказька та Тихорецька.
Урядові війська вели запеклі бої з повсталими протягом півтора тижня. Під час одного з боїв загинув один із керівників повстання Анатолій Собіно, похорон якого був урочистою демонстрацією.
20 грудня 1905 царські війська штурмом взяли залізничний вокзал і відтіснили повстанців на завод «Аксай». Повсталі мали намір продовжувати опір, проте з невідомих причин вибухнув їхній склад боєприпасів та зброї, що перебували у заводській їдальні.
21 грудня повстання остаточно придушене. Багато його учасників було заарештовано та засуджено.

## Пам'ять про повстання
- На згадку про повстання у роки Радянської влади було названо велику кількість об'єктів у Ростові-на-Дону: площу Повстання, площу Дружинників, вулиця Барикадна, вулиця Собіно, бібліотека імені Грудневого повстання.
- У Ростові-на-Дону встановлено низку меморіальних дощок на місцях подій грудня 1905.
- Парк імені Анатолія Собіно у Ростові-на-Дону, де знаходиться могила Собіно.